# Собор Рождества Христова (Кишинёв)

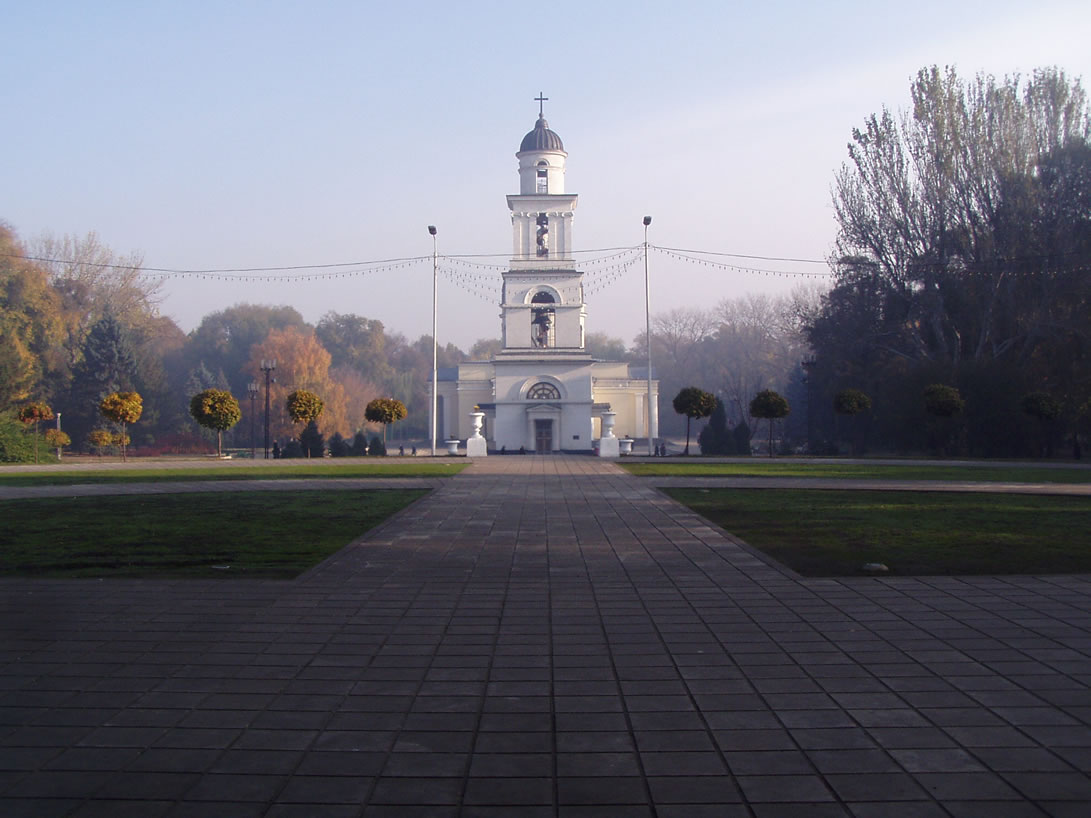
Колокольня храма

Собор Рождества Христова (Христорождественский собор; рум. Catedrala Mitropolitană Nașterea Domnului) — православный храм в Кишинёве, кафедральный собор Кишинёвской митрополии и епархии Русской Православной Церкви. Архитектурный памятник XIX века.

## История
Собор был построен по инициативе митрополита Бессарабии Гавриила Бэнулеску-Бодони в 1830—1836 годах как главный храм города. Проект собора разработал архитектор Авраам Мельников по заказу генерал-губернатора Новороссии и Бессарабии Михаила Воронцова.
В соответствии с генеральным планом застройки города, кафедральный собор и четырёхуровневая колокольня были размещены в центральном сквере, на одной линии со зданием митрополии, расположенным в западном квартале главной улицы Кишинёва.
13 октября 1836 года состоялось освящение собора и часовни.
Собор возведён в стиле русского классицизма. Центрическое в плане здание решено в виде массивного архитектурного объёма с четырьмя шестиколонными портиками по фасадам здания, увенчанного крупным куполом на круглом барабане, прорезанном восемью большими световыми окнами. Элементы конструкции антаблемента портика (архитрав, полочки и триглифы фриза, карниз) служат декоративным фризом, опоясывающим стены собора. Высокий цилиндрический барабан со световыми проёмами по периметру завершён крупным куполом, первоначально имевшим параболическую форму, а после реставрации здания в 1950-х годах получившим сферическую форму. Первоначально внутренние стены собора были украшены фресками.
В июне 1941 года здание собора сильно пострадало от бомбардировок. Реставрация собора началась в сентябре того же года. Работами по восстановлению здания руководил Г. Купча. 19 декабря 1942 года реставраторы приступили к воссозданию первого участка внутренней росписи собора. В числе участников работ были профессор И. Штефэнеску, художник И. Стериади, профессор Бухарестской академии художеств. Реставрация была закончена после Великой Отечественной войны, в 1951—1953 годах под руководством художника Е. Д. Спасского.
В ночь с 22 на 23 декабря 1962 года по распоряжению администрации Кишинёва была взорвана колокольня. В здании храма были прекращены церковные службы, и оно было преобразовано в выставочный зал Министерства культуры МССР.
Здание собора было возвращено церкви в 1989—1991 годах. После этого начались работы по его реставрации. 3 ноября 1995 года президент Молдавии Мирча Снегур подписал указ «Об ускорении работ по реставрации комплекса „Кафедральный Собор Рождества Христова“ в Кишинёве». 25 августа 1996 года работы по реконструкции были закончены. В тот же день был освящён и установлен крест кафедрального собора и заложен первый камень колокольни. Строительство колокольни закончилось в 1997 году. Она отличается от той, что была взорвана в 1962 году. Колокола на новой колокольне установлены на втором и третьем уровне. Реставрация внутренней отделки собора продолжается.

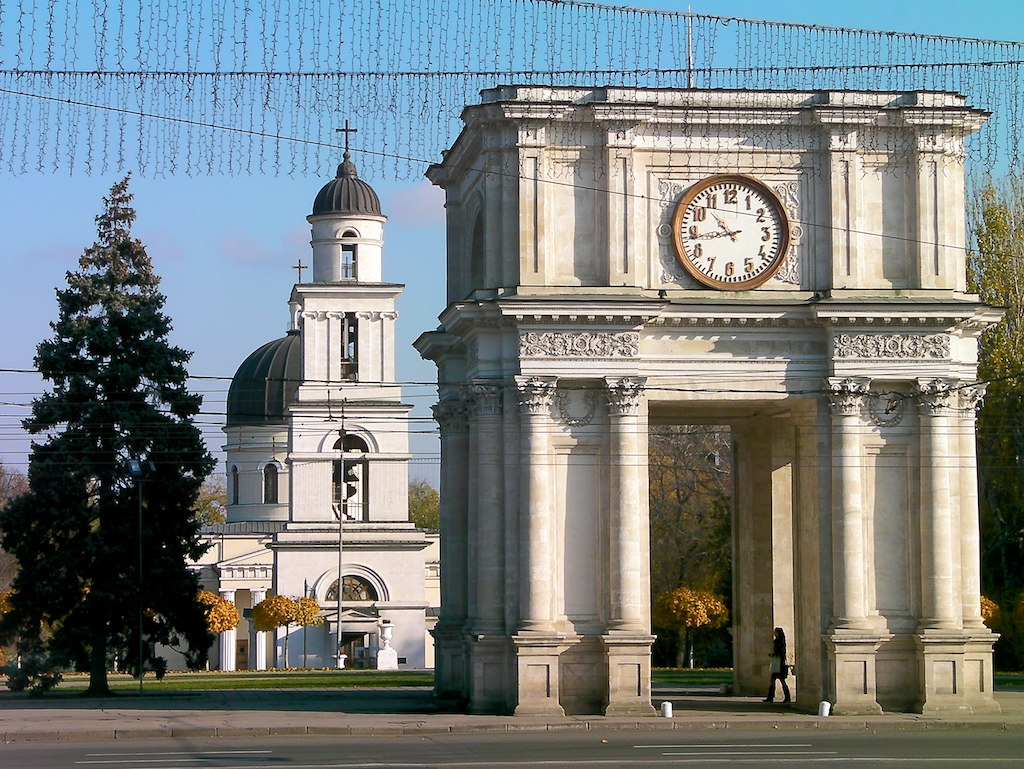
Триумфальная арка перед колокольней и храмом

## Персоналии
В 1939 году — начале 1940-х годов ключарем собора был игумен (затем архимандрит, а впоследствии епископ) Игнатий (Демченко).
2 сентября 1990 года в Христорождественском кафедральном соборе в Кишинёве хиротонисан во епископа будущий митрополит Викентий (Морарь).